# Слівінський Віктор Романович
Ві́ктор Рома́нович Сліві́нський (нар. 23 січня 1969, Тернопільська область) — генерал поліції 3-го рангу, кандидат юридичних наук.

## З життєпису
Здобув вищу освіту. 1994 року розпочав службу в органах внутрішніх справ — інспектор інформаційного бюро УВС Тернопільської області. Протягом 1994—1997 років — інспектор, старший інспектор відділу комплектування управління по роботі з особовим складом УМВС в Тернопільській області.
У березні 2014 року очолив Департамент кадрового забезпечення МВС України. 19 грудня 2014 року полковнику міліції Слівінському присвоєно спеціальне звання генерал-майора міліції. Того ж року захистив кандидатську дисертацію на тему: «В.Р.%20 дис.pdf Акмеологічний вимір професійної самореалізації працівника ОВС: філософсько-правовий аналіз» (керівник Цимбалюк М. М.).
На початку травня 2022 року звільнився з посади Директора Департаменту персоналу, організації освітньої та наукової діяльності МВС України.